# Kwangchowan
Kwangchowan o Kouang-Tchéou-Wan (广州湾租界条约S, Guǎngzhou wān zujiè tiáoyueP che significa Concessione della baia di Canton) era una concessione francese in Cina sulla costa del Guangdong esistente dal 1898 al 1945. Venne occupata nel 1943 dall'Impero Giapponese fino al 1945.

## Storia
Il territorio di Kwangchowan fu concesso in affitto dalla Cina alla Francia, secondo il trattato del 12 aprile 1892, il 27 maggio 1898; il suo principale scopo era di contrastare il crescente potere commerciale delle altre colonie del vecchio continente in Cina, ovvero: Macao (Portogallo) e Hong Kong (Regno Unito), oltre che estendere la zona di influenza francese dall'Indocina alla Cina continentale. La colonia rimase sempre dipendente dalla colonia indocinese; visto l'interesse francese nell'investire più in Indocina che nell'exclave cinese, difatti il governatore francese inviava un commissario a Kwangchowan da Saigon e la moneta in uso era la Piastra dell'Indocina francese. La popolazione nel 1911 era di 189.000. Nel 1931 la popolazione di Kwang-Chou-Wan aveva raggiunto i 206.000 abitanti, dando alla colonia una densità abitativa di 245 abitanti per km²; quasi tutti erano cinesi, e solo 266 francesi e quattro altri europei furono registrati come residenti. I governi di Francia e Repubblica di Cina si misero d'accordo nel 1945 per la restituzione della concessione che ritornò cinese il 20 novembre 1945. Durante la Seconda guerra mondiale fu occupata dall'Impero Giapponese.

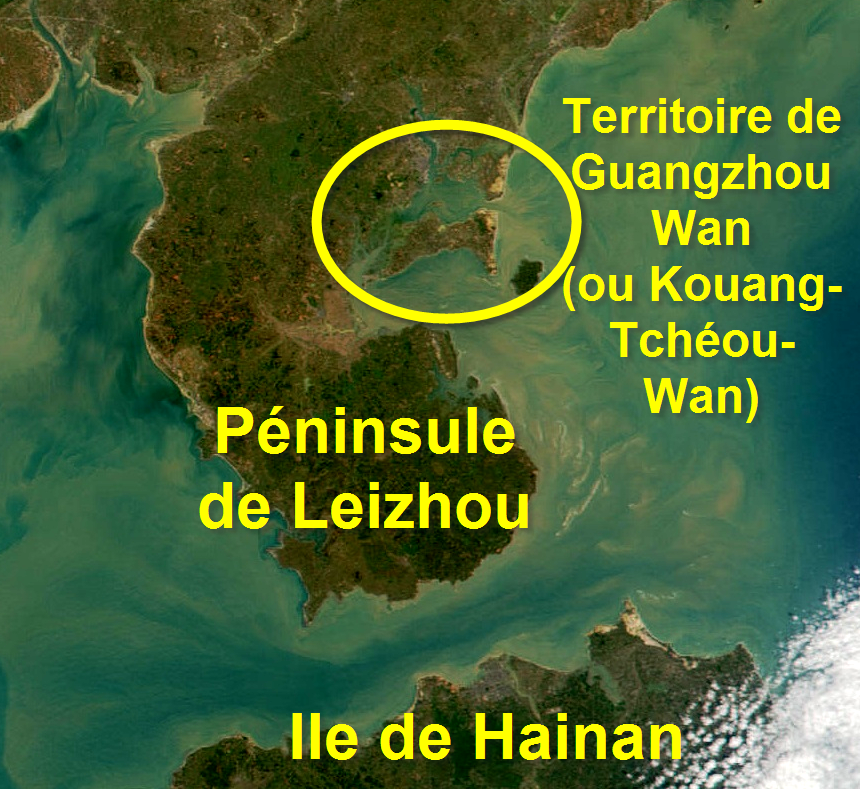
Localizzazione del territorio.

## Geografia
Kwangchowan era un'exclave che affacciava sul Mar Cinese Meridionale, confinava con la provincia cinese del Guangdong, comprendeva la parte della penisola di Leizhou affacciata sulla baia di Kwangchowan, l'isola di Tung Hai e di Halung Chou e molte isole minori; sulla terraferma aveva due territori, uno più grande sede del capoluogo Fort-Bayard e due piccoli centri abitati. Inoltre aveva un altro territorio sulla terraferma, ma disabitato.

## Suddivisioni
Nel 1926, il Territorio di Kwangchowan comprendeva :
- Due « centri urbani » :  Fort-Bayard (oggi Zhanjiang) e Tchekam ;
- Sette « delegazioni » : Poteou, Tamsoui, Potsi, Tchimoun, Taiping, Tongsan, Sanka-Wo.

## Guarnigione
Era presente la Guardia Indigena (Garde Indigène) che comprendeva 16 sottuffuciali coloniali francesi e 348 guardie indigene.

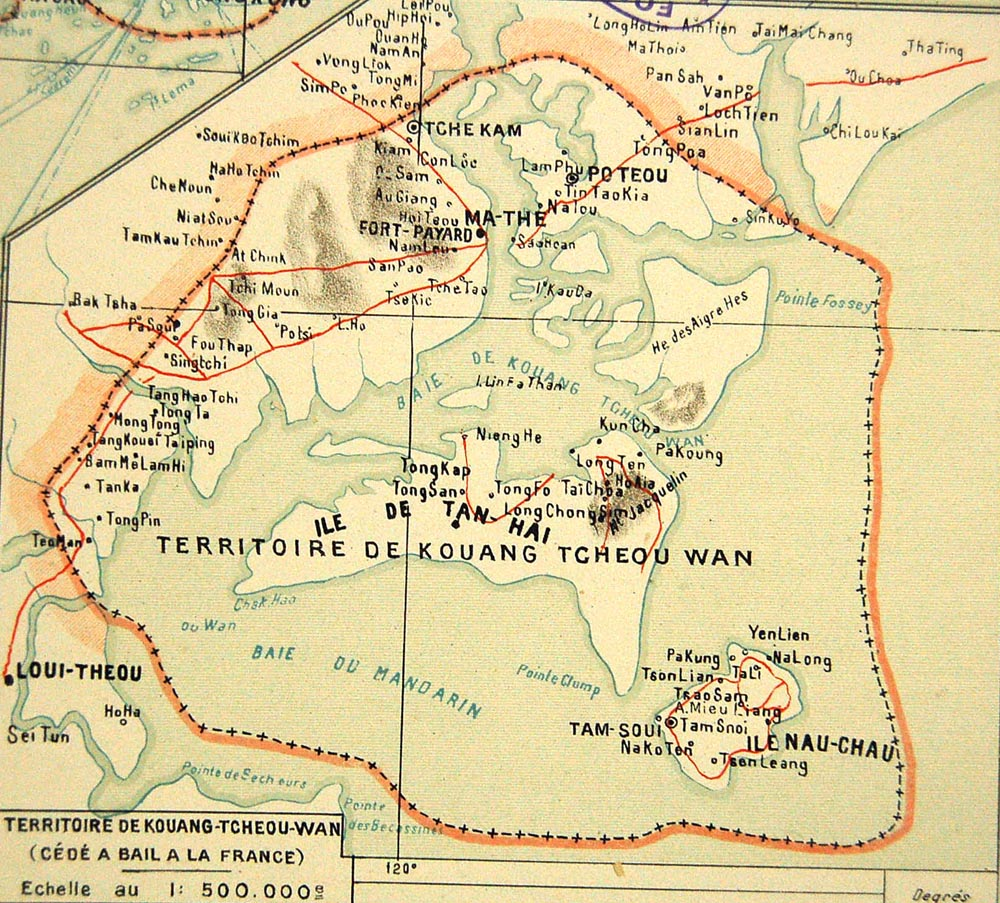
Carta di Kwangchowan.

## Influenza francese
Una scuola francese, l'École Franco-Chinoise de Kouang-Tchéou-Wan, e una filiale della Banque de l'Indochine, avevano sede a Fort Bayard; inoltre una chiesa cattolica costruita durante il periodo coloniale è ancora oggi conservata.

## Galleria d'immagini

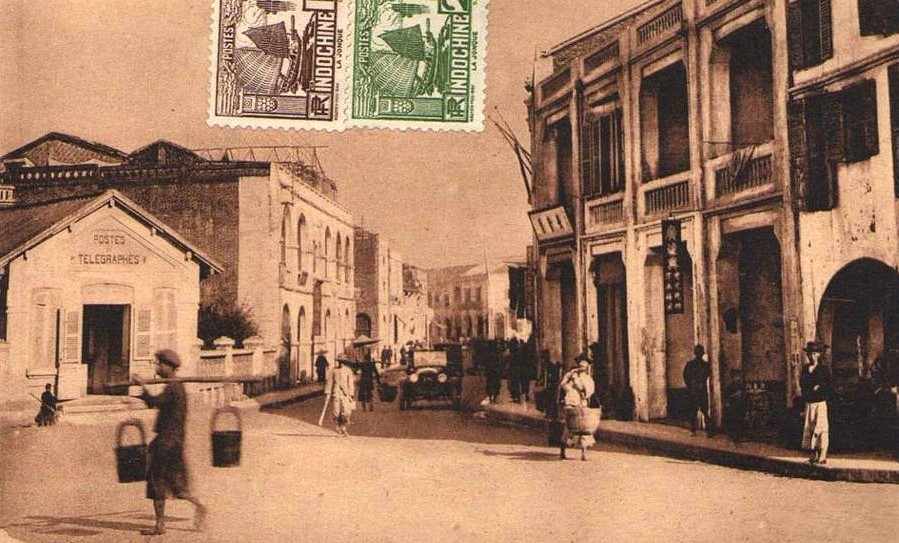
Ufficio postale di Kouang-Tchéou-Wan vnegli anni '20.
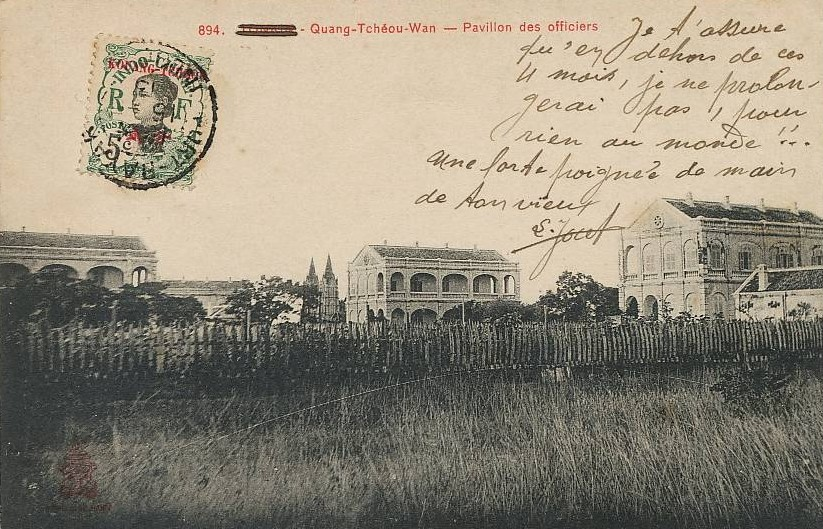
Pavillon des officiers a Kouang-Tchéou-Wan nel 1910.
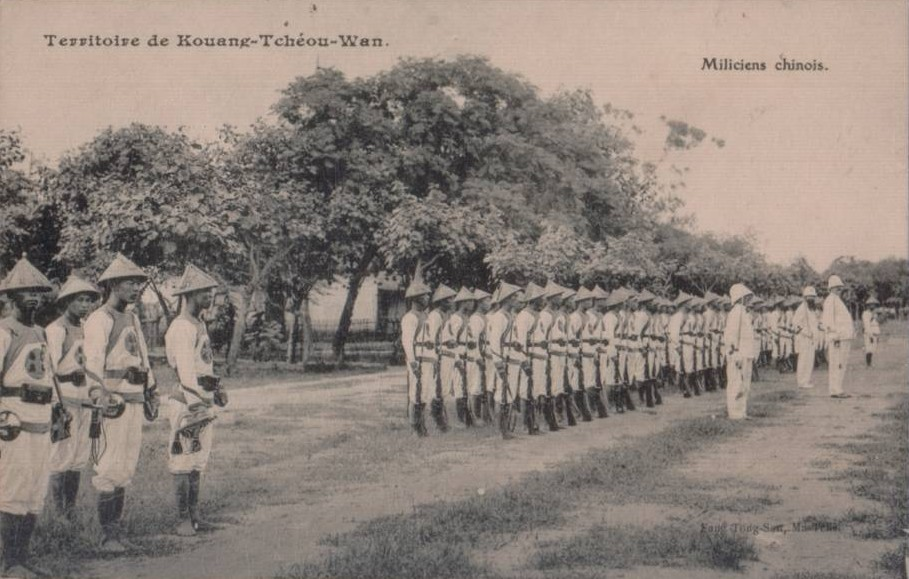
Soldati cinesi dell'esercito francese - Kouang-Tchéou-Wan.